# Skabbgrundet
Skabbgrundet is een Zweeds eiland behorend tot de Pite-archipel. Het eiland ligt ten westen van het Natuurreservaat Stor-Räbben. Het is onbebouwd en onbewoond.
Het Natuurreservaat Skabbgrundet bestaat uit het eiland, een aantal zeer kleine eilandjes en de omringende wateren. Het natuurreservaat, dat sinds 1997 bestaat is 37 hectaren groot. 